# Igrám
Igrám (szlovákul Igram) község Szlovákiában, a Pozsonyi kerületben, a Szenci járásban.

## Fekvése
Szenctől 11 km-re délkeletre fekszik.

## Története
1244-ben IV. Béla király oklevelében Igrech néven említik először. Neve az igric (énekmondó) főnévből származtatható.
Vályi András szerint „IGRAM. Tót falu Posony Várm. földes Ura G. Pálfy Uraság, lakosai katolikusok, fekszik Csatajnak, és Kápolnának szomszédságokban, Kápolnája 1725ikben épűlt, határa három nyomásra van osztva, jó búzája terem, rozszsa, bora van, réttye is elég, piatza Posonyban.”
Fényes Elek szerint „Igrám, tót falu, Pozson vmegyében, Cziferhez délkeletre 1/2 mfd. Lakja 458 kath., 1 evang., 6 zsidó. Van derék urasági tiszti lakása, termékeny földje, rétje, malma. F. u. gróf Pálffy Ferencz.”
A trianoni békeszerződésig Pozsony vármegye Szenci járásának része. 1974 és 1990 között Báhonyhoz tartozott.

## Népessége
| Év:            | 1994. | 2004.    | 2014.   | 2024.   |
| -------------- | ----- | -------- | ------- | ------- |
| Emberek száma: | 610   | 539      | 557     | 569     |
| Eltérés:       |       | -11,63 % | +3,33 % | +2,15 % |

| Év:            | 2023. | 2024.   |
| -------------- | ----- | ------- |
| Emberek száma: | 566   | 569     |
| Eltérés:       |       | +0,53 % |

1880-ban 528 lakosából 487 szlovák, 18 német, 1 magyar anyanyelvű és 22 csecsemő volt; ebből 499 római katolikus, 25 zsidó és 4 evangélikus vallású.
1910-ben 615 lakosából 575 szlovák, 24 magyar és 16 német anyanyelvű volt.
2001-ben 541 lakosa volt.
2011-ben 562 lakosából 551 szlovák, 2 magyar és 9 ismeretlen nemzetiségű volt.

## Neves személyek
- Itt született 1860. szeptember 26-án Chobot Ferenc prépost, plébános, egyházi író.
- Itt született 1883. március 25-én Halász Géza katonatiszt.
- Itt született 1933. február 21-én Jozef Marián Gálik szlovák sinológus, műfordító, irodalmár.
- Itt született 1940. november 10-én Štefan Strážay szlovák költő.

## Nevezetességei
- Szent Imre római katolikus templom
- Szent Vendel-kápolna
- A községnek 1923-ban alapított népi együttese van. Néptánccsoportja 1975-ben alakult.